# 中華人民共和國邊界線

中国界碑样式。

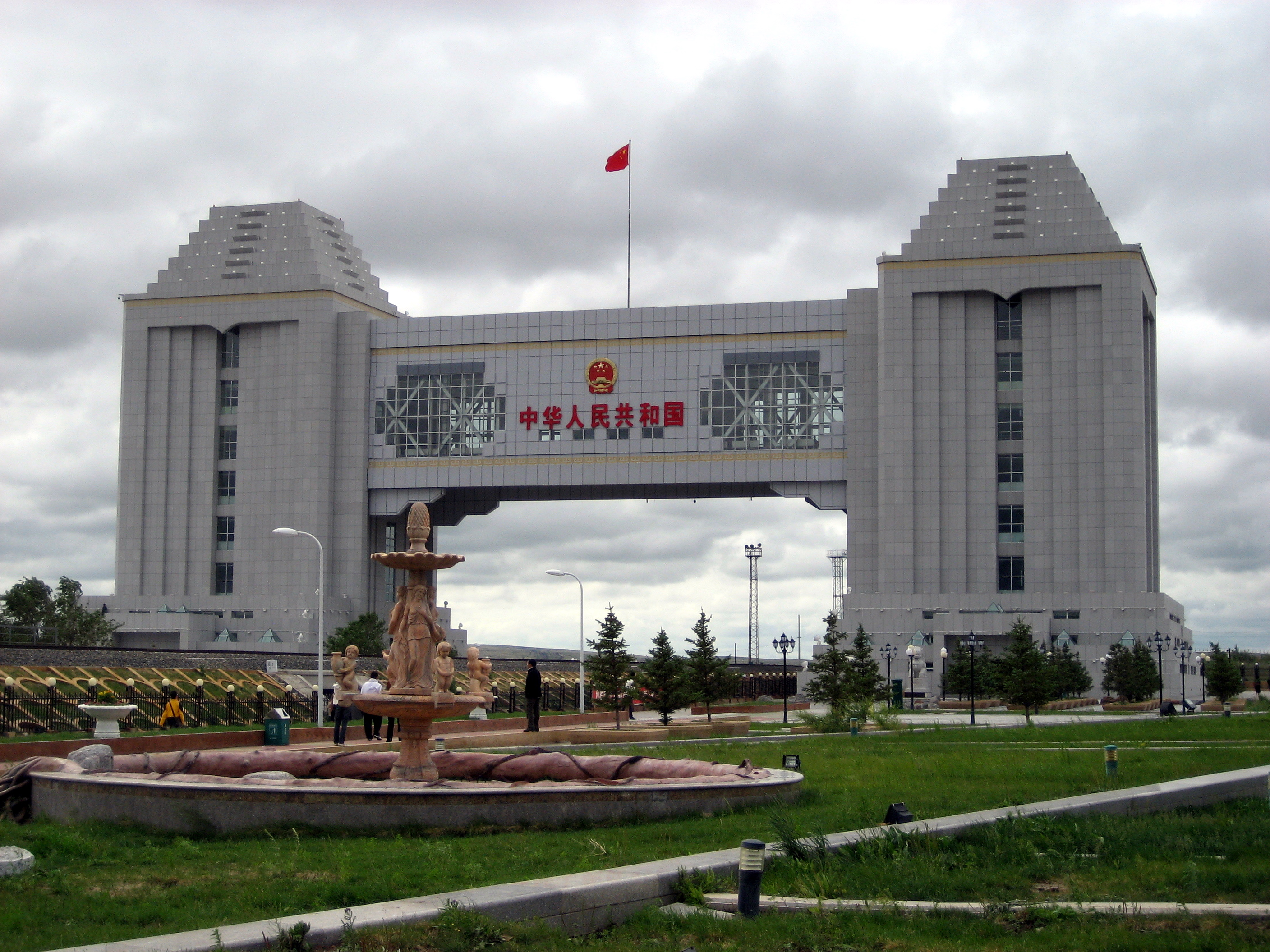
中俄边境满洲里铁路口岸。

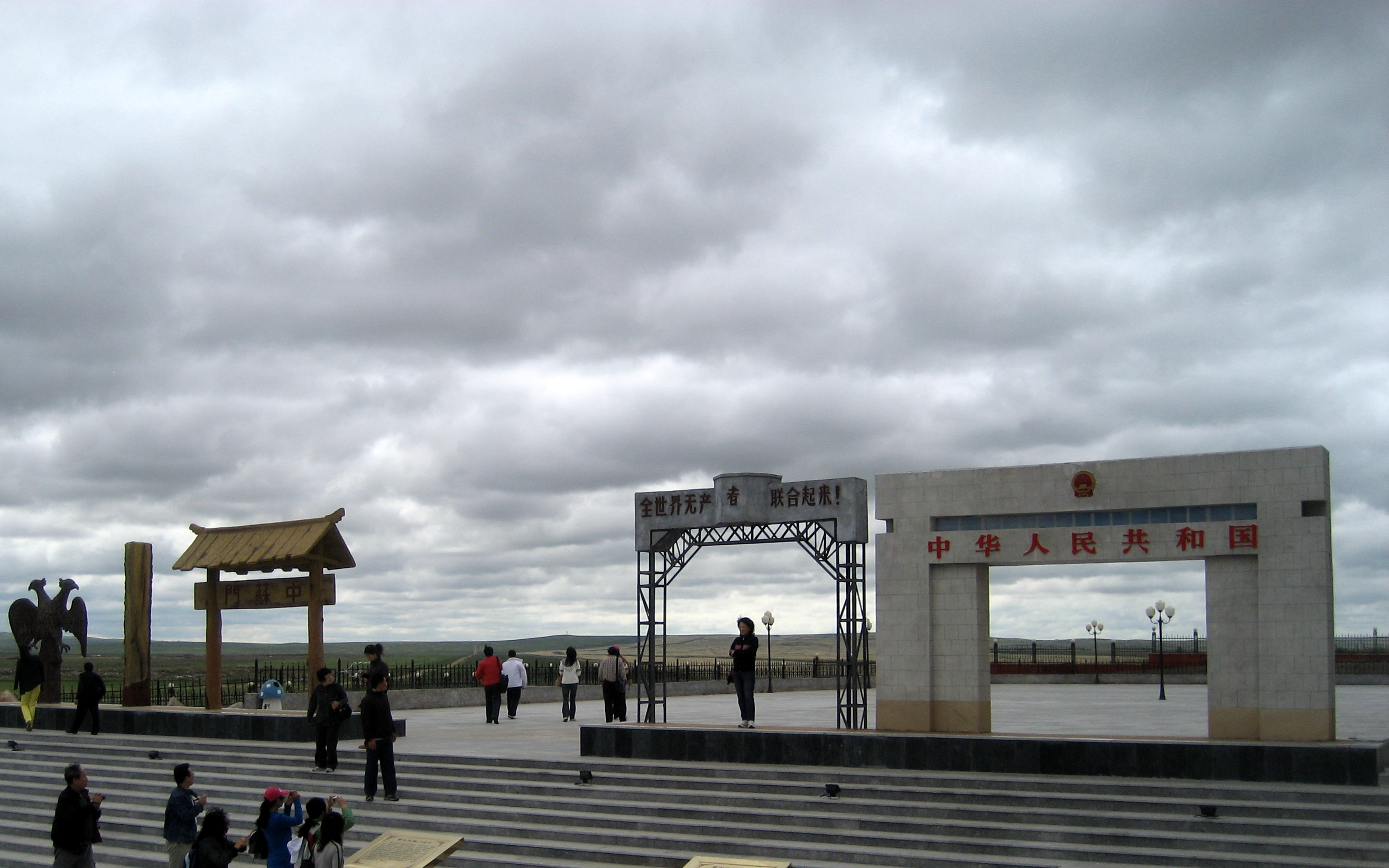
广场上展出的各个历史时期中俄边境满洲里口岸的模型。

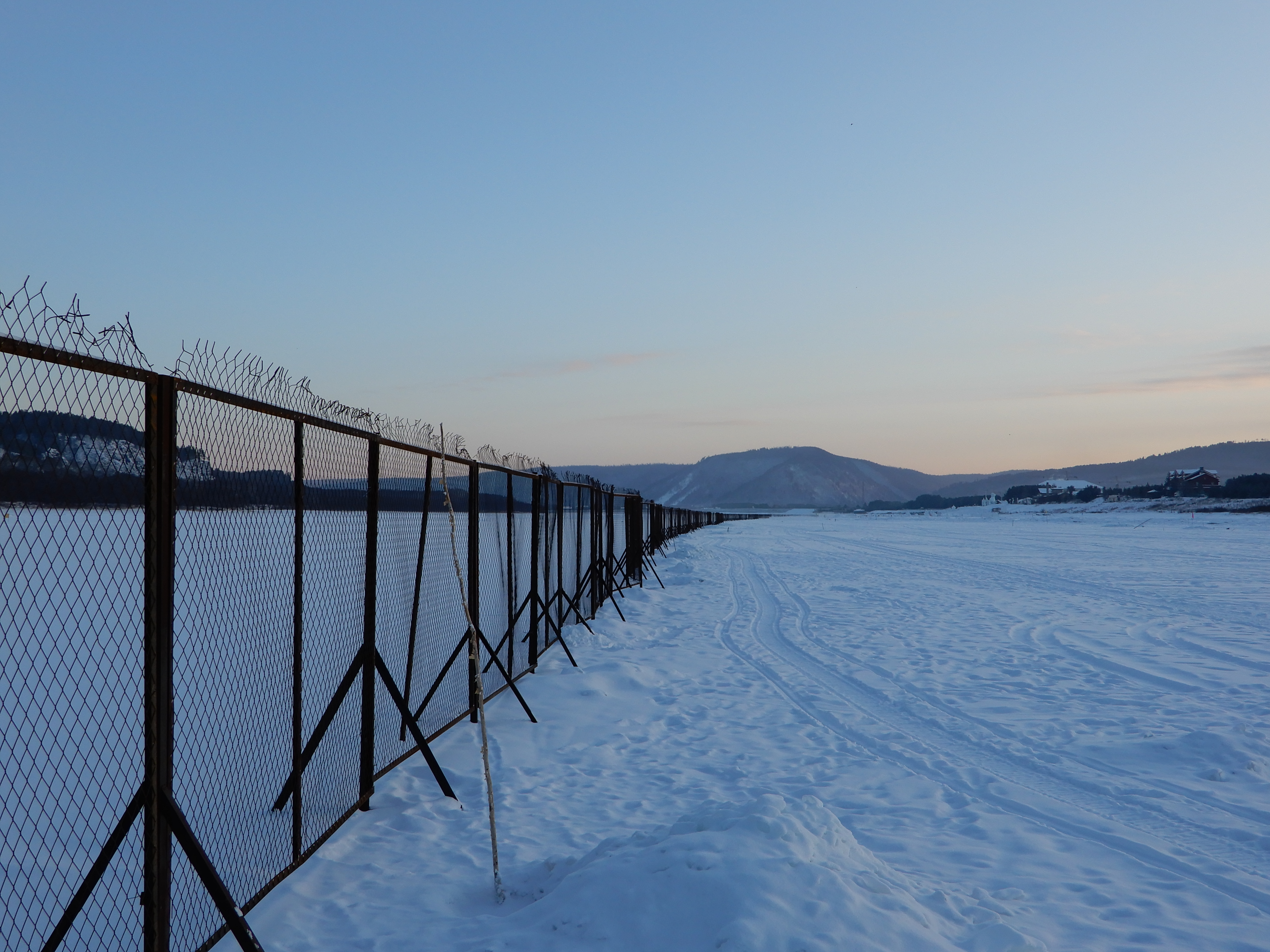
位于漠河以北黑龙江中央的中国领土最北端，栅栏对面即为俄罗斯。

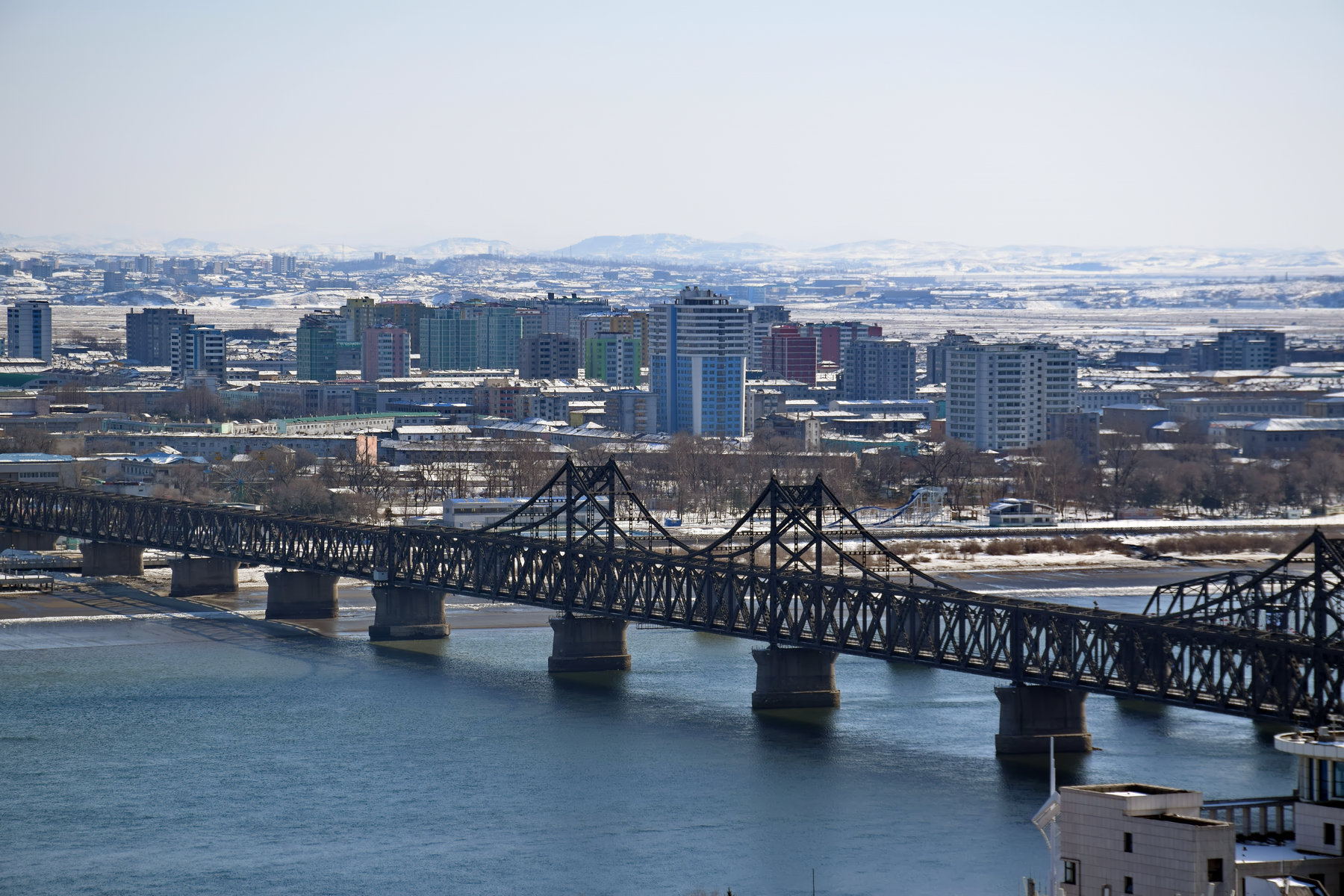
从中国丹东俯瞰朝鲜新义州，图中的桥梁为中朝友谊桥，下方的鸭绿江是中朝边界。

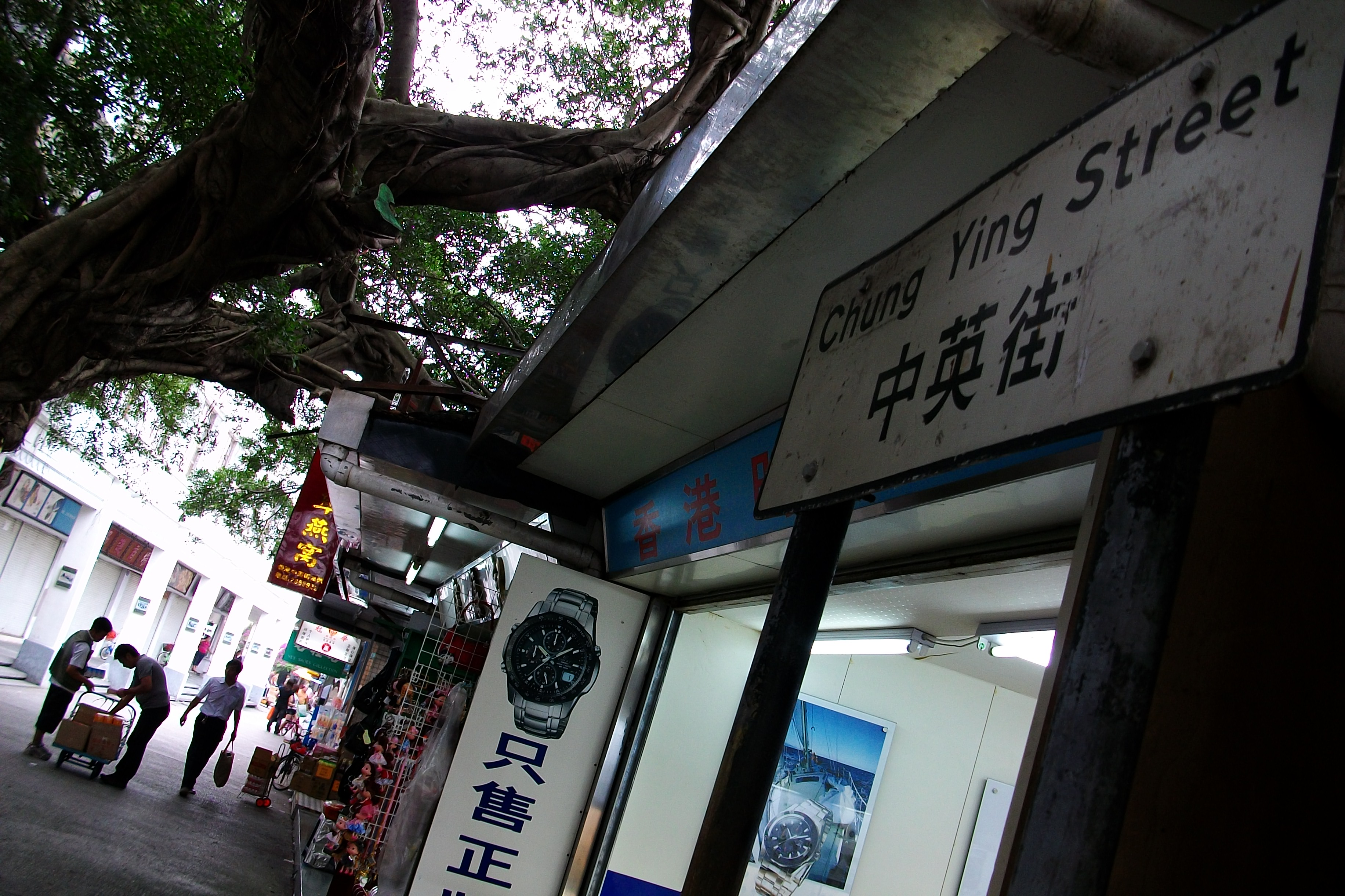
中英街位于深圳、香港的边界处，现由两地共同管理。

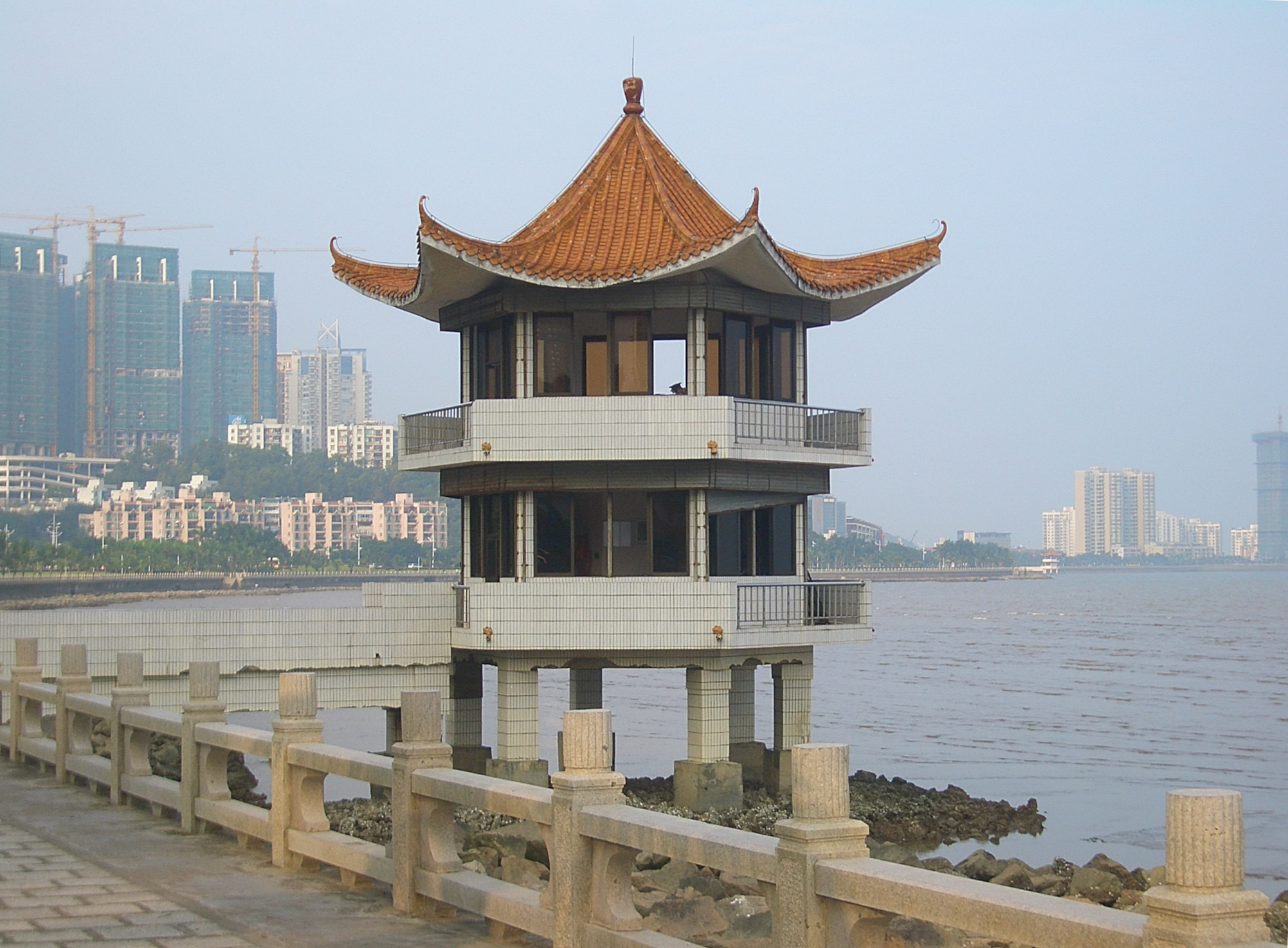
位于珠海情侣南路上的的边界看守亭，水域对面即为澳门。

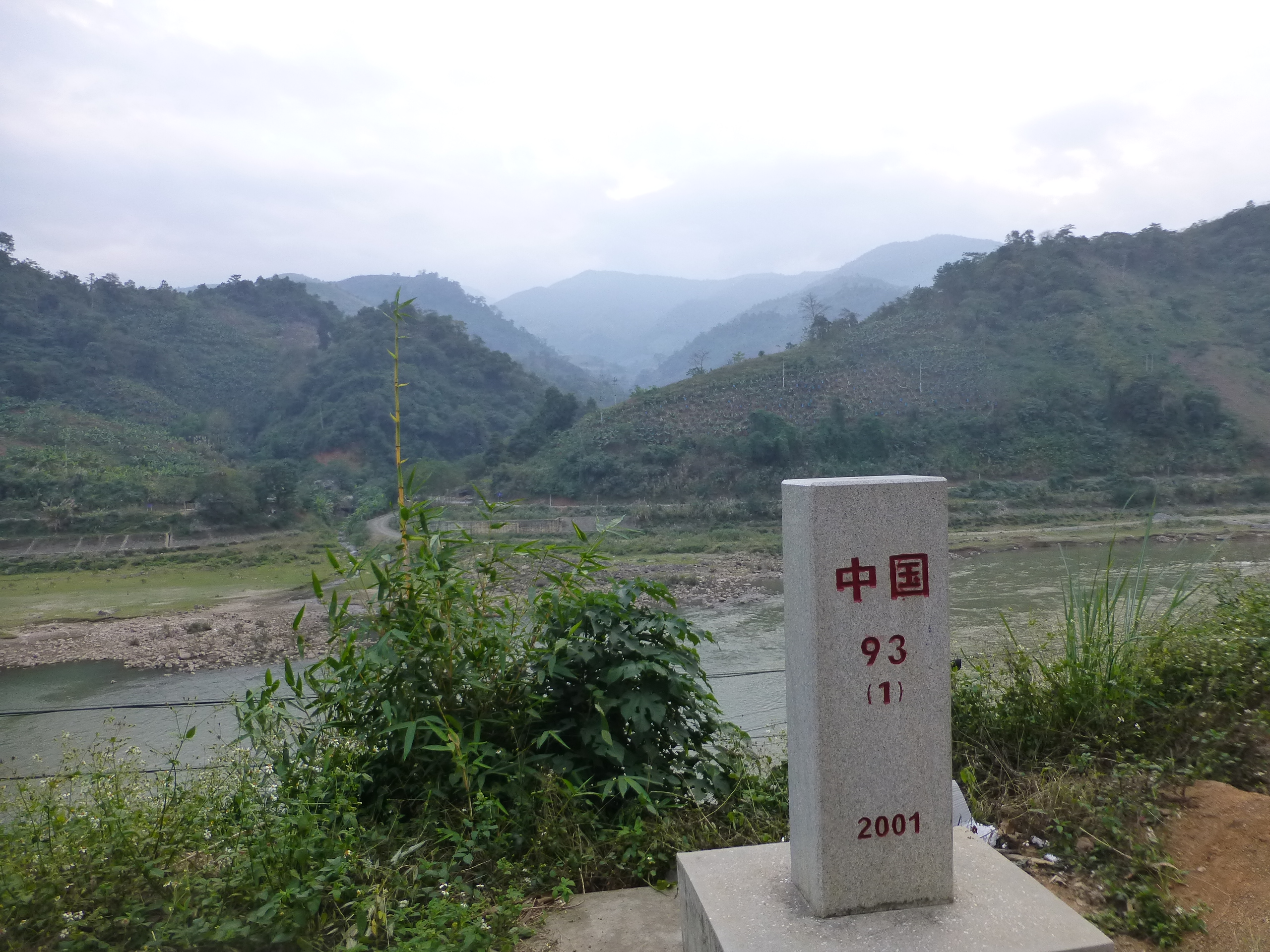
红河是中国和越南的界河。

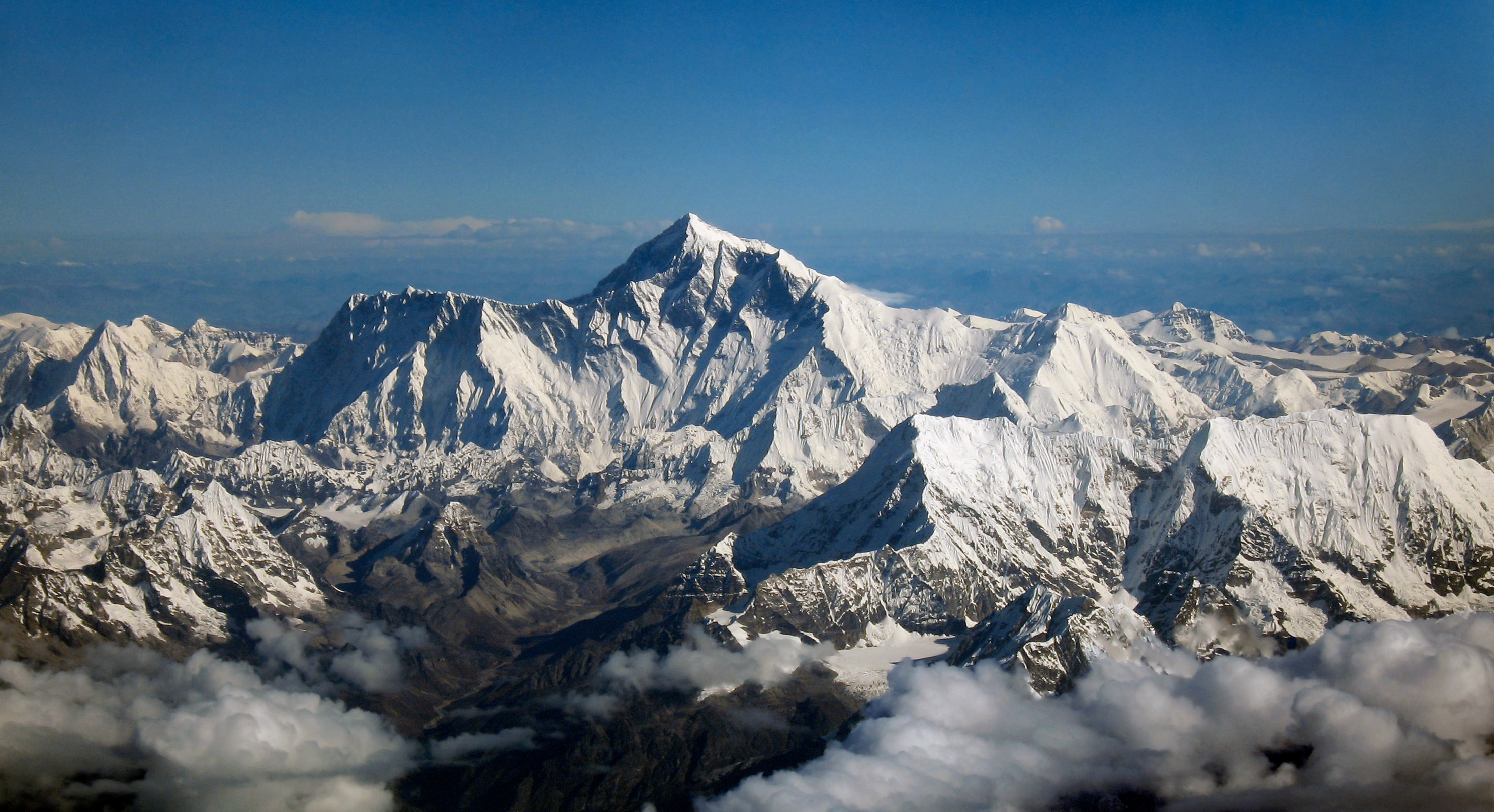
中尼边境线穿过珠穆朗玛峰。

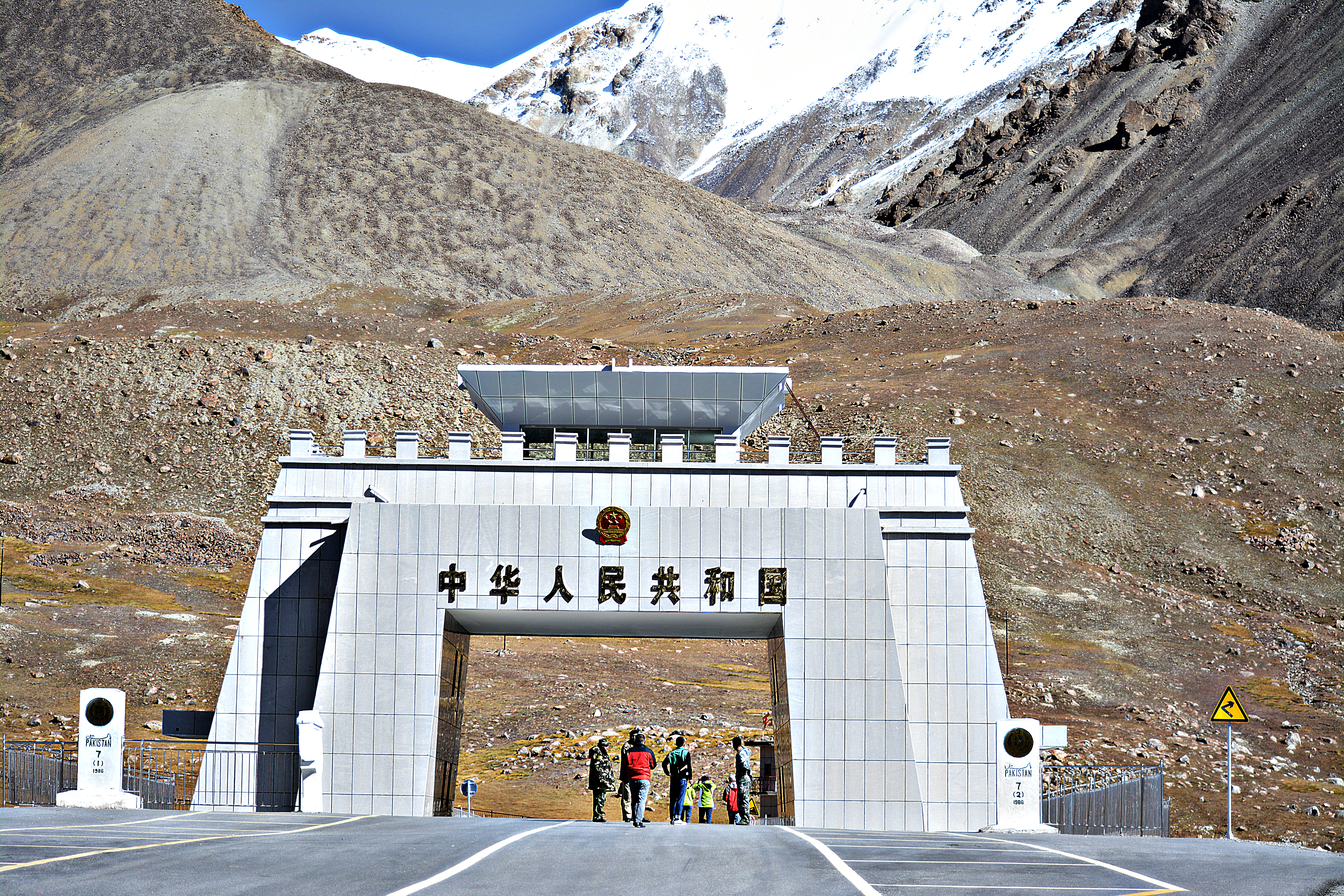
位于中巴边境的红其拉甫口岸。

中華人民共和國邊界線即指中华人民共和国与周边国家或地區相接壤的边界线。目前中华人民共和国边界线长達22,000多公里（目前仍有争议），是世界上陆地边界线最长的国家。实际管辖领土与朝鲜、俄罗斯、蒙古国、哈萨克、吉尔吉斯、塔吉克、阿富汗、巴基斯坦、印度、尼泊尔、不丹、缅甸、老挝、越南14个国家（世界最多）的实际管辖领陆接壤。陆地边界从东北至西南逆时针依次有：中朝边界、中俄边界东段、中蒙边界、中俄边界西段、中哈边界、中吉边界、中塔边界、中阿边界、中巴边界（实际控制線）、中印边界西段、中段（实际控制線）、中尼边界、中印边界锡金段、中不边界、中印边界东段（实际控制線）、中缅边界、中老边界、中越边界。其中，中印边界西段、中不边界、中印边界东段，3段实际存在领土争议。近代以来，出于种种原因，中国与邻国的边界线始终未能正式勘定。中华人民共和国成立时，中国与当时的11个邻国的边界均为未定界线。1960年代以来，中华人民共和国政府已与14个邻国中的12个国家勘定陆地边界线。同时也积极地与剩下的2个未签订边界条约的邻国—不丹、印度，协商边界。此外，香港回归、澳門回归之前还分别与英国、葡萄牙2国殖民地、海外省相接壤。

## 國界长度
下表列出的是中华人民共和国与其他国家陆地边界的长度，从朝鲜开始，按逆时针顺序排列。
| 争议         | 国家或地区（实际控制） | 边界长度（km） |
| ------------ | ---------------------- | -------------- |
| 无争议       |                        | 1,416          |
| 无争议       | 俄羅斯（东段）         | 3,605          |
| 无争议       | 蒙古国                 | 4,677          |
| 无争议       | 俄羅斯 （西段）        | 40             |
| 无争议       | [ b ]                  | 1,533          |
| 无争议       | [ b ]                  | 858            |
| 无争议       | [ b ]                  | 414            |
| 无争议       | 阿富汗                 | 76             |
| 无争议       | 巴基斯坦               | 523            |
| 中印边界问题 | 印度（西段、中段）     | 1,050          |
| 无争议       | 尼泊尔                 | 1,236          |
| 无争议       | 印度 （锡金段）        | 300            |
| 中不边界争议 | 不丹                   | 470            |
| 中印边界问题 | 印度 （东段）          | 2,030          |
| 无争议       | 緬甸                   | 2,185          |
| 无争议       | [ o ]                  | 423            |
| 无争议       | 越南                   | 1,281          |

## 相关条约和法规
自從1689年以來，中国边界线的相关条约有：
| 签约国家                                         | 公曆日期       | 条约全名/法规 |
| ------------------------------------------------ | -------------- | --- |
| 清朝 · 俄罗斯帝国                                | 1689年9月7日   | 《尼布楚條約》 |
| 清朝 · 俄罗斯帝国                                | 1727年         | 《恰克圖條約》 |
| 清朝 · 俄罗斯帝国                                | 1858年5月28日  | 《璦琿條約》 |
| 清朝 · 俄罗斯帝国                                | 1860年11月14日 | 《北京條約》 |
| 清朝 · 俄罗斯帝国                                | 1864年10月7日  | 《中俄勘分西北界约记》 |
| 清朝 · 俄罗斯帝国                                | 1869年、1883年 | 《科布多界約》 |
| 清朝 · 俄罗斯帝国                                | 1870年         | 《烏里雅蘇臺界約》 |
| 清朝 · 俄罗斯帝国                                | 1870年、1883年 | 《塔爾巴哈臺界約》 |
| 清朝 · 俄罗斯帝国                                | 1870年、1882年 | 《伊犁界約》 |
| 清朝 · 俄罗斯帝国                                | 1882年         | 《喀什噶爾東北界約》 |
| 清朝 · 俄罗斯帝国                                | 1883年         | 《阿拉克別克河口界約》 |
| 清朝 · 俄罗斯帝国                                | 1884年         | 《喀什噶爾西北界約》 |
| 清朝 · 大英帝国                                  | 1890年         | 《中英藏印條約》 |
| 清朝 · 大日本帝国                                | 1909年         | 《圖們江中韓界務條款》 |
| 清朝 · 俄罗斯帝国                                | 1911年12月20日 | 《满洲里界约》 |
| 中华人民共和国                                   | 1958年9月4日   | 《中华人民共和国政府关于领海的声明》颁布、生效 |
| 中华人民共和国 · 缅甸                            | 1960年1月28日  | 《中华人民共和国政府和缅甸联邦政府关于两国边界问题的协定》签订 |
| 中华人民共和国 · 缅甸                            | 1960年5月14日  | 《中华人民共和国政府和缅甸联邦政府关于两国边界问题的协定》生效 |
| 中华人民共和国 · 缅甸                            | 1960年10月1日  | 《中华人民共和国和缅甸联邦边界条约》签订 |
| 中华人民共和国 · 缅甸                            | 1961年1月4日   | 《中华人民共和国和缅甸联邦边界条约》生效 |
| 中华人民共和国 · 尼泊尔                          | 1961年10月5日  | 《中华人民共和国和尼泊尔王国边界条约》签订、生效 |
| 中华人民共和国 · 缅甸                            | 1961年10月13日 | 《中华人民共和国政府和缅甸联邦政府关于两国边界的议定书》签订 |
| 中华人民共和国 · 朝鲜民主主义人民共和国          | 1962年10月12日 | 《中华人民共和国和朝鲜民主主义人民共和国边界条约》签订 |
| 中华人民共和国 · 蒙古国                          | 1962年12月26日 | 《中华人民共和国和蒙古人民共和国边界条约》签订 |
| 中华人民共和国 · 巴基斯坦                        | 1963年3月2日   | 《中华人民共和国政府和巴基斯坦政府关于中国新疆和由巴基斯坦实际控制其防务的各个地区相接壤的边界的协定》签订、生效                                                                |
| 中华人民共和国 · 蒙古国                          | 1963年3月25日  | 《中华人民共和国和蒙古人民共和国边界条约》生效 |
| 中华人民共和国 · 阿富汗                          | 1963年11月22日 | 《中华人民共和国和阿富汗王国边界条约》签订、生效 |
| 中华人民共和国 · 朝鲜民主主义人民共和国          | 1964年3月20日  | 《中华人民共和国和朝鲜民主主义人民共和国边界条约》生效 |
| 中华人民共和国 · 朝鲜民主主义人民共和国          | 1964年3月20日  | 《中华人民共和国政府和朝鲜民主主义人民共和国政府关于中朝边界的议定书》签订、生效                                                                                                |
| 中华人民共和国                                   | 1982年12月10日 | 《联合国海洋法公约》签订（中华人民共和国在内） |
| 中华人民共和国 · 英国                            | 1984年12月19日 | 《中華人民共和國政府和大不列顛及北愛爾蘭聯合王國政府關於香港問題的聯合聲明》 |
| 中华人民共和国 · 葡萄牙                          | 1987年4月13日  | 《中華人民共和國政府和葡萄牙共和國政府關於澳門問題的聯合聲明》 |
| 中华人民共和国 · 苏联                            | 1991年5月16日  | 《中华人民共和国和苏维埃社会主义共和国联盟关于中苏国界东段的协定》签订 |
| 中华人民共和国 · 老挝                            | 1991年10月24日 | 《中华人民共和国和老挝人民民主共和国边界条约》签订 |
| 中华人民共和国 · 老挝                            | 1992年1月21日  | 《中华人民共和国和老挝人民民主共和国边界条约》生效 |
| 中华人民共和国                                   | 1992年2月25日  | 《中华人民共和国领海及毗连区法》颁布、生效 |
| 中华人民共和国 · 苏联                            | 1992年3月16日  | 《中华人民共和国和苏维埃社会主义共和国联盟关于中苏国界东段的协定》生效 |
| 中华人民共和国 · 老挝                            | 1993年1月31日  | 《中华人民共和国政府和老挝人民民主共和国政府关于两国边界的议定书》签订、生效 |
| 中华人民共和国 · 老挝                            | 1993年12月3日  | 《中华人民共和国政府和老挝人民民主共和国政府边界制度条约》签订 |
| 中华人民共和国 · 俄罗斯 · 蒙古国                 | 1994年1月27日  | 《中华人民共和国政府、俄罗斯联邦政府和蒙古国政府关于确定三国国界交界点的协定 （页面存档备份，存于）》签订、生效                                                                 |
| 中华人民共和国 · 老挝 · 缅甸                     | 1994年4月8日   | 《中华人民共和国政府与老挝人民民主共和国政府和缅甸联邦政府关于确定三国交界点的协定 （页面存档备份，存于）》签订                                                                 |
| 中华人民共和国 · 老挝 · 缅甸                     | 1995年10月11日 | 《中华人民共和国政府与老挝人民民主共和国政府和缅甸联邦政府关于确定三国交界点的协定 （页面存档备份，存于）》生效                                                                 |
| 中华人民共和国 · 老挝                            | 1994年8月12日  | 《中华人民共和国政府和老挝人民民主共和国政府边界制度条约》生效 |
| 中华人民共和国 · 哈萨克斯坦                      | 1994年4月26日  | 《中华人民共和国和哈萨克斯坦共和国关于中哈国界的协定》签订 |
| 中华人民共和国 · 俄罗斯                          | 1994年9月3日   | 《中华人民共和国和俄罗斯联邦关于中俄国界西段的协定》签订 |
| 中华人民共和国                                   | 1994年11月16日 | 《联合国海洋法公约》生效（中华人民共和国在内） |
| 中华人民共和国 · 俄罗斯                          | 1995年10月17日 | 《中华人民共和国和俄罗斯联邦关于中俄国界西段的协定》生效 |
| 中华人民共和国                                   | 1996年5月15日  | 《中华人民共和国政府关于中华人民共和国领海基线的声明》颁布、生效 |
| 中华人民共和国 · 俄罗斯 · 蒙古国                 | 1996年6月24日  | 《中华人民共和国政府、俄罗斯联邦政府和蒙古国政府关于三国国界西端交界点叙述议定书 （页面存档备份，存于）》签订                                                                   |
| 中华人民共和国 · 俄罗斯 · 蒙古国                 | 1996年6月24日  | 《中华人民共和国政府、俄罗斯联邦政府和蒙古国政府关于三国国界东端交界点叙述议定书》签订                                                                                          |
| 中华人民共和国 · 吉尔吉斯斯坦                    | 1996年7月4日   | 《中华人民共和国和吉尔吉斯共和国关于中吉国界的协定》签订 |
| 中华人民共和国 · 老挝                            | 1997年8月26日  | 《中华人民共和国政府和老挝人民民主共和国政府边界制度条约的补充议定书》签订、生效                                                                                                |
| 中华人民共和国 · 哈萨克斯坦                      | 1997年9月24日  | 《中华人民共和国和哈萨克斯坦共和国关于中哈国界的补充协定》签订 |
| 中华人民共和国 · 哈萨克斯坦                      | 1998年7月4日   | 《中华人民共和国和哈萨克斯坦共和国关于中哈国界的补充协定》签订 |
| 中华人民共和国 · 朝鲜民主主义人民共和国 · 俄罗斯 | 1998年11月3日  | 《中华人民共和国政府、朝鲜民主主义人民共和国政府和俄罗斯联邦政府关于确定图们江三国国界水域分界线的协定》签订                                                                    |
| 中华人民共和国                                   | 1999年4月29日  | 全国人民代表大会常务委员会关于批准《中华人民共和国政府、朝鲜民主主义人民共和国政府和俄罗斯联邦政府关于确定图们江三国国界水域分界线的协定》的决定                                |
| 中华人民共和国 · 俄罗斯 · 哈萨克斯坦             | 1999年5月5日   | 《中华人民共和国、俄罗斯联邦和哈萨克斯坦共和国关于确定三国国界交界点的协定》签订                                                                                                |
| 中华人民共和国 · 塔吉克斯坦                      | 1999年8月13日  | 《中华人民共和国和塔吉克斯坦共和国关于中塔国界的协定》签订 |
| 中华人民共和国 · 吉尔吉斯斯坦 · 哈萨克斯坦       | 1999年8月25日  | 《中华人民共和国、吉尔吉斯共和国和哈萨克斯坦共和国关于三国国界交界点的协定》签订                                                                                                |
| 中华人民共和国 · 吉尔吉斯斯坦                    | 1999年8月26日  | 《中华人民共和国和吉尔吉斯共和国关于中吉国界的补充协定》签订 |
| 中华人民共和国 · 越南                            | 1999年12月30日 | 《中华人民共和国和越南社会主义共和国陆地边界条约》签订 |
| 中华人民共和国                                   | 2000年4月29日  | 全国人民代表大会常务委员会关于批准《中华人民共和国和越南社会主义共和国陆地边界条约》的决定                                                                                      |
| 中华人民共和国 · 塔吉克斯坦 · 吉尔吉斯斯坦       | 2000年7月5日   | 《中华人民共和国、塔吉克斯坦共和国和吉尔吉斯共和国关于三国国界交界点的协定》签订                                                                                                |
| 中华人民共和国 · 越南                            | 2000年12月25日 | 《中华人民共和国和越南社会主义共和国关于两国在北部湾领海、专属经济区和大陆架的划界协定》签订                                                                                    |
| 中华人民共和国 · 塔吉克斯坦                      | 2002年5月17日  | 《中华人民共和国和塔吉克斯坦共和国关于中塔国界的补充协定》签订 |
| 中华人民共和国 · 朝鲜民主主义人民共和国 · 俄罗斯 | 2002年6月20日  | 《中华人民共和国政府、朝鲜民主主义人民共和国政府和俄罗斯联邦政府关于图们江中华人民共和国、朝鲜民主主义人民共和国和俄罗斯联邦国界交界点的叙述议定书 （页面存档备份，存于）》签订 |
| 中华人民共和国 · 朝鲜民主主义人民共和国 · 俄罗斯 | 2003年3月29日  | 《中华人民共和国政府、朝鲜民主主义人民共和国政府和俄罗斯联邦政府关于图们江中华人民共和国、朝鲜民主主义人民共和国和俄罗斯联邦国界交界点的叙述议定书 （页面存档备份，存于）》生效 |
| 中华人民共和国                                   | 2004年6月25日  | 全国人民代表大会常务委员会关于批准《中华人民共和国和越南社会主义共和国关于两国在北部湾领海、专属经济区和大陆架的划界协定》的决定                                                |
| 中华人民共和国 · 俄罗斯                          | 2004年10月14日 | 《中华人民共和国和俄罗斯联邦关于中俄国界东段的补充协定》签订 |
| 中华人民共和国 · 俄罗斯                          | 2005年6月2日   | 《中华人民共和国和俄罗斯联邦关于中俄国界东段的补充协定》生效 |
| 中华人民共和国 · 越南 · 老挝                     | 2006年10月10日 | 《中华人民共和国、越南社会主义共和国和老挝人民民主共和国关于确定三国国界交界点的条约》签订                                                                                      |
| 中华人民共和国                                   | 2007年2月28日  | 全国人民代表大会常务委员会关于批准《中华人民共和国、越南社会主义共和国和老挝人民民主共和国关于确定三国国界交界点的条约》的决定                                                  |
| 中华人民共和国 · 塔吉克斯坦 · 阿富汗             | 2012年6月5日   | 《中华人民共和国、塔吉克斯坦共和国和阿富汗伊斯兰共和国关于确定三国国界交界点的协定》签订                                                                                        |
| 中华人民共和国                                   | 2012年9月10日  | 《中华人民共和国政府关于钓鱼岛及其附属岛屿领海基线的声明》颁布、生效 |
| 中华人民共和国 · 塔吉克斯坦 · 阿富汗             | 2014年12月14日 | 《中华人民共和国、塔吉克斯坦共和国和阿富汗伊斯兰共和国关于确定三国国界交界点的协定》生效                                                                                        |

## 軼聞
在香港回归前，香港歸英國管轄。1971年5月18日，當時一辆當時駐港英軍車輛由香港邊境誤入中方邊界，隨即被當時中国民兵包圍並扣留武器、軍人，其間英軍需向中方簽署文件以承認非法進入華界。事件擾攘18小時後英軍車輛、武器、軍人等獲放還至香港邊境。